# Vallan
Vallan ist eine französische Gemeinde mit 675 Einwohnern (Stand: 1. Januar 2022) im Département Yonne in der Region Bourgogne-Franche-Comté; sie gehört zum Arrondissement Auxerre und zum Kanton Auxerre-4. 

## Geographie
Vallan liegt etwa sechs Kilometer südlich des Stadtzentrums von Auxerre. Umgeben wird Vallan von den Nachbargemeinden Auxerre im Norden und Osten, Jussy im Südosten, Gy-l’Évêque im Süden sowie Chevannes im Westen.
Durch die Gemeinde führt die Route nationale 151.

## Bevölkerungsentwicklung
| Jahr                      | 1962 | 1968 | 1975 | 1982 | 1990 | 1999 | 2006 | 2018 |
| Einwohner                 | 465  | 510  | 535  | 672  | 694  | 727  | 715  | 684  |
| Quelle: Cassini und INSEE |      |      |      |      |      |      |      |      |

## Sehenswürdigkeiten
- Kirche Saint-Jean-Baptiste
- Reste der früheren Komtur der Tempelritter

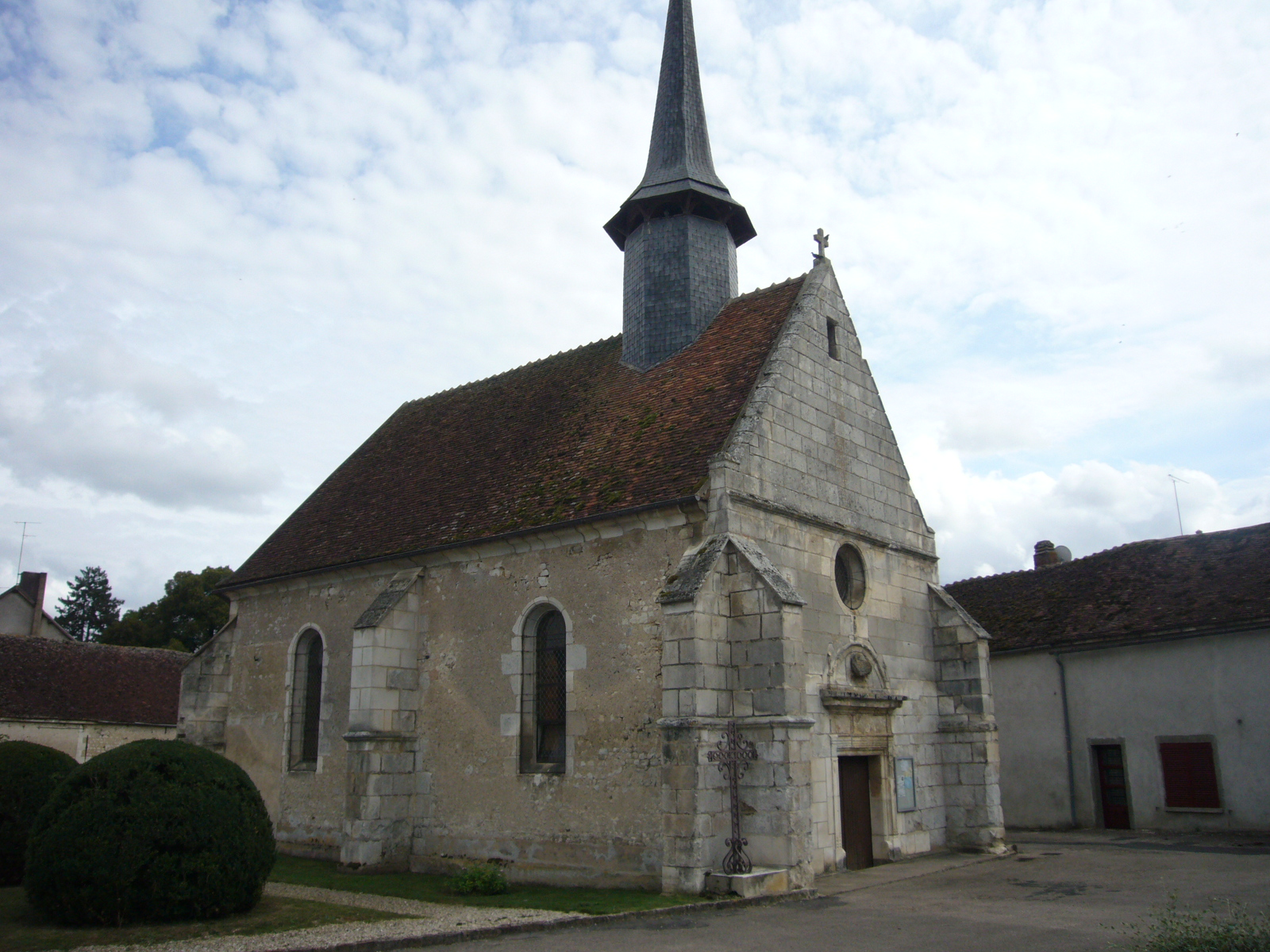
Kirche Saint-Jean-Baptiste